# Enrico Hernández
Enrico Erick Dueñas Hernández Bisschop (n. 23 de febrero de 2001) es un futbolista neerlandés-salvadoreño nacido en Los Países Bajos y con ascendencia finlandesa que juega como centrocampista en el Alianza Fútbol Club de la Liga Pepsi de El Salvador.

## Trayectoria
Enrico es un jugador formado en las canteras de Almere City, Waterwijk y Ajax antes de mudarse a la academia juvenil de Vitesse Arnhem en 2018.  El 17 de diciembre de 2020, hizo su debut profesional con el primer equipo del Vitesse en una victoria por dos a cero sobre Willem II Tilburgo. Al día siguiente, 18 de diciembre, Hernández firmó su primer contrato profesional con Vitesse por 2 años y medio.
El 4 de agosto de 2021, se anunció que Hernández extendió su contrato con el Vitesse hasta 2024 y que sería cedido al Eerste Divisie al club Eindhoven por una temporada con el que disputó 14 partidos en los que anotó dos goles; sin embargo, el 22 de diciembre de 2021, Vitesse aplicó una cláusula que permite el retorno del jugador antes de que finalice el periodo estipulado para el préstamo, por lo que Enrico Dueñas Hernández se incorporó a la Eredivisie en enero de 2022, tras el parón invernal en los Países Bajos. Durante la segunda vuelta de la competición llegó a disputar dos encuentros con el Vitesse en la Eredivisie holandesa.
El 10 de julio de 2022, firma por el FC Cartagena "B" de la Segunda División RFEF.
El 26 de julio de 2023, rescinde su contrato con el FC Cartagena y firma por el TOP Oss de la Eerste Divisie de Países Bajos.

### Internacional
Hernández fue elegible para representar a Países Bajos, Finlandia, El Salvador y Curazao. Nació en los Países Bajos de padre salvadoreño y madre finlandesa, mientras que su abuelo paterno nació en Curazao.
Hernández fue convocado para el equipo Sub-23 de El Salvador, el 8 de marzo de 2021 antes del Preolímpico de Concacaf de 2020. Hizo su debut con el Sub-23 de El Salvador en una derrota por 2-0 ante el Sub-23 de Canadá el 19 de marzo de 2021. El 8 de abril de 2021, se reveló que la Federación de Fútbol de Finlandia se puso en contacto con Hernández con la esperanza de que jugaría para el equipo nacional de fútbol de Finlandia. Hernández se negó, optando por representar a El Salvador.
Hernández fue incluido en la lista preliminar de la Copa Oro de la Concacaf 2021 de El Salvador, pero finalmente no pasó al corte final; optando por centrarse en su carrera de club con Vitesse.
El debut de Enrico Dueñas Hernández con la selección absoluta de El Salvador se daría en la ronda final de la Clasificación de Concacaf para la Copa Mundial de Fútbol de 2022, conocida como Octagonal Final, al ingresar de cambio ante la selección de Estados Unidos en el Estadio Cuscatlán. Marcó su primer gol el 7 de octubre de 2021 ante la selección de Panamá. 

## Clubes
Actualizado al último partido jugado el 2 de mayo de 2025.
| Vitesse Arnhem Sub-21 · Países Bajos        | 3.ª                 | 2018-19             |    |   |   |   |   |   |    |   |
| Vitesse Arnhem Sub-21 · Países Bajos        | Total               | Total               | 0  | 0 | 0 | 0 | 0 | 0 | 0  | 0 |
| Vitesse Arnhem · Países Bajos               | 1.ª                 | 2020-21             | 2  | 0 | 1 | 0 | - | - | 3  | 0 |
| Vitesse Arnhem · Países Bajos               | Total               | Total               | 2  | 0 | 1 | 0 | 0 | 0 | 3  | 0 |
| FC Eindhoven · Países Bajos                 | 2.ª                 | 2021                | 13 | 3 | 1 | 0 | - | - | 14 | 3 |
| FC Eindhoven · Países Bajos                 | Total               | Total               | 13 | 3 | 1 | 0 | 0 | 0 | 14 | 3 |
| Vitesse Arnhem · Países Bajos               | 1.ª                 | 2022                | 0  | 0 | 1 | 0 | - | - | 1  | 0 |
| Vitesse Arnhem · Países Bajos               | Total               | Total               | 0  | 0 | 1 | 0 | 0 | 0 | 1  | 0 |
| Fútbol Club Cartagena "B" · España          | 4.ª                 | 2022-23             | 21 | 0 | - | - | - | - | 21 | 0 |
| Fútbol Club Cartagena "B" · España          | Total               | Total               | 21 | 0 | 0 | 0 | 0 | 0 | 21 | 0 |
| TOP Oss · Países Bajos                      | 2.ª                 | 2023-24             | 16 | 1 | 1 | 0 | - | - | 17 | 1 |
| TOP Oss · Países Bajos                      | 2.ª                 | 2024-25             | 2  | 0 | - | - | - | - | 2  | 0 |
| TOP Oss · Países Bajos                      | Total               | Total               | 18 | 1 | 1 | 0 | 0 | 0 | 19 | 1 |
| Alianza Fútbol Club · El Salvador           | 1.ª                 | 2025-26             |    |   |   |   |   |   |    |   |
| Alianza Fútbol Club · El Salvador           | Total               | Total               | 0  | 0 | 0 | 0 | 0 | 0 | 0  | 0 |
| Total en su carrera                         | Total en su carrera | Total en su carrera | 54 | 4 | 4 | 0 | 0 | 0 | 58 | 4 |
| (2) No incluye goles en partidos amistosos. |                     |                     |    |   |   |   |   |   |    |   |

Inferiores
| Club                     | País         | Año         | Partidos | Goles |
| ------------------------ | ------------ | ----------- | -------- | ----- |
| ASC Waterwijk Juvenil    | Países Bajos | 2012 - 2014 |          |       |
| Almere City FC Juvenil   | Países Bajos | 2014 - 2016 |          |       |
| Ajax de Ámsterdam Sub-17 | Países Bajos | 2016 - 2018 |          |       |
| Vitesse Arnhem Sub-19    | Países Bajos | 2018 - 2020 | 20       | 1     |
| Total:                   | Total:       | Total:      | 20       | 1     |

### Selección nacional
| Selección                                    | Año                 | Partidos | Goles |
| -------------------------------------------- | ------------------- | -------- | ----- |
| El Salvador Sub-23                           |                     |          |       |
| 2021                                         | 3                   | 0        |       |
| 2023                                         | 1                   | 0        |       |
| Total en su carrera                          | Total en su carrera | 4        | 0     |
| El Salvador                                  |                     |          |       |
| 2021                                         | 8                   | 1        |       |
| 2022                                         | 6                   | 0        |       |
| 2023                                         | 3                   | 0        |       |
| 2024                                         | 0                   | 0        |       |
| Total en su carrera                          | Total en su carrera | 17       | 1     |
| Estadísticas hasta el 14 de octubre de 2023. |                     |          |       |